# Gamla Kastilien
Gamla Kastilien (spanska Castilla la vieja) är en historisk region i Spanien.
Den gränsar i norr till Biscayabukten, Baskiska provinserna och Navarra, i öster till Aragonien, i söder till Nya Kastilien och i väster till Estremadura, Leon och Asturien. Den omfattar de 8 provinserna Santander, Palencia, Valladolid, Avila, Segovia, Soria, Burgos och Logroño. 
Landet består av en torr, trädlös högslätt, den högsta bland Europas större högslätter, med en medelhöjd av 800 meter och genomskuren av berg eller höjder. De enda betydande vattendragen är Ebro och Duero, som båda har sina källor inom landskapet. Den norr om Duero liggande delen av högslätten (Tierra de Campos) är odlad.
Landet söder om Duero är däremot en ödslig stäpp, som nyttjas endast till betesmark för ofantliga fårhjordar. Regionen anses ha fått sitt namn efter de många skansar (castella), som västgoterna där uppförde till skydd mot morerna.